# 大蔵宏之
大蔵 宏之（おおくら ひろゆき、1908年11月4日 - 1994年5月17日）は、日本の児童文学作家。

## 人物・来歴
奈良県出身。本名・新蔵宏之。
関西大学専門部中退。NHKに勤務、ラジオ児童劇を書くかたわら『新児童文学』を創刊し、1943年童話集『お父さんの戦友』を刊行し、以後多くの児童文学・再話を書いた。

## 著書
- 『天忠組ものがたり』（木俣清史絵、増進堂、仲よし文庫) 1942
- 『お父さんの戦友』（椹木通夫絵、忠文館書店） 1943
- 『狐のしっぽ 童話集』（民衆書房） 1947.5.
- 『魔法の鉛筆』（石浜恒夫絵、弘文社） 1947
- 『おさるのしつぽ JOBK放送作品 がっこうげき』（新興出版社） 1948.9.
- 『ひかったおほしさま 2年生の童話』（中村治之絵、昭和出版） 1948
- 『三年生の童話 山の子』（三木信一画、昭和出版） 1949.6.
- 『きしゃとひこうき』（上田三郎絵、昭和出版） 1949.7
- 『ひらかなナイチンゲール』（鳥居敏文絵、金の星社） 1956
- 『戦争つ子』（太田大八絵、金の星社、児童小説シリーズ） 1958
- 『ぼくは負けない』（若山憲絵、三十書房、日本少年文学選集） 1964
- 『まほうのこうもりがさ』（小林与志絵、金の星社、ひらかな童話集） 1965
- 『朝の太陽』（金の星社、創作児童文学） 1968
- 『依田勉三』（潮出版社、ポケット偉人伝） 1971.11
- 『岡倉天心』（潮出版社、ポケット偉人伝） 1971.12
- 『とうだいの犬ルカ』（吉崎正己絵、ポプラ社、おはなし絵文庫） 1971
- 『かんくちょう』（二俣英五郎絵、聖教新聞社、聖教えほん） 1979.12
- 『おうさまとはくば』（若菜珪絵、聖教新聞社、聖教えほん） 1980.2
- 『せっせんどうじ』（工藤市郎絵、聖教新聞社、聖教えほん） 1980.4
- 『おはようジャンケン』（小林和子画、小学館、小学館のノンフィクション童話) 1981.6
- 『日蓮大聖人さま』（石井健之絵、聖教新聞社、聖教えほん） 1981.7
- 『牧口先生』（石井健之絵、聖教新聞社、聖教えほん） 1982.11
- 『四条金吾』（石井健之絵、聖教新聞社、聖教えほん） 1983.8
- 『阿仏房と千日尼』（石井健之絵、聖教新聞社、聖教えほん） 1986.1
- 『ベートーベンものがたり 偉大な音楽家』（小室しげ子え、金の星社、せかいの伝記ぶんこ） 1990.9
- 『徳川家康ものがたり 平和をきずいた政治家』（神谷純え、金の星社、せかいの伝記ぶんこ） 1991.2

### 共著編
- 『お母さんの童話 NHK放送童話』（編、渡辺三郎絵、あかね書房） 1952
- 『お母さんありがとう』（大蔵宏之等著、太田大八絵、実業之日本社） 1953
- 『おかあさん物語』（編、太田大八絵、実業之日本社、お話博物館） 1956

### 翻訳・再話
- 『無人島の三少年』（ロバート・マイケル・バランタイン原作、松井行正絵、金の星社、ひらかな世界名作18） 1959
- 『少女誘かい事件』（マーガレット・サットン原作、中山正美絵、金の星社、少女世界推理名作選集22） 1964
- 『ねこのフレドウとポールくん』（メアリー・シュトルツ、難波淳郎絵、あかね書房、こども世界の文学11） 1966
- 『ジャン・クリストフ』上・下（ロマン・ローラン、豊島与志雄共訳、西村保史郎絵、金の星社、ジュニア版世界の文学2・3） 1966 - 1967
- 『大地』（パール・バック、大久保康雄共訳、野々口重絵、金の星社、ジュニア版世界の文学14） 1968
- 『小公女』（フランシス・エリザ・ホジスン・バーネット、伊勢田邦貴絵、金の星社、こども世界の名作5） 1972